# RZA
RZA (udtalt Rizza, født Robert Fitzgerald Diggs 5. juli 1969 i Brooklyn) er en amerikansk rapper, producer, skuespiller, filminstruktør, manuskriptforfatter, og de facto leder af rapgruppen Wu-Tang Clan.
RZAs karriere startede sammen med hans fætre, GZA og Ol' Dirty Bastard, som del af gruppen Force Of The Imperial Master. Efter at denne gruppe stoppede, prøvede medlemmerne at få individuelle kontrakter, men da det ikke gik så godt som de tre havde regnet med fandt de sammen med seks andre rappere, og startede Wu-Tang Clan. RZA har produceret næsten samtlige af Wu-Tang Clans album, og derudover står han bag mange af medlemmernes soloudgivelser, herunder sine egne (to under navnet Bobby Digital). Derudover har han også produceret flere film soundtracks.
Han fik sit store gennembrud indenfor filmmusik, da han producerede musikken til Quentin Tarantinos Kill Bill-serie.

## Også kendt som
- Prince Rakeem
- The Abbot
- Bobby Digital
- Bobby Steels
- The Scientist
- Prince Delight
- Prince Dynamite
- Ruler Zig-Zag-Zig Allah
- Rzarector

## Diskografi

### Solo Album
- 1998 – Bobby Digital in Stereo
- 2001 – Digital Bullet
- 2003 – Birth Of A Prince

### Kompilationer
- 1999 The RZA Hits
- 2003 The World According to RZA

### Instrumentale album
- 2007 The RZA-Instrumental Experience

### Soundtrack
- 1999 Ghost Dog
- 2004 Kill Bill Volume 1 (soundtrack) & Kill Bill Volume 2 (soundtrack)
- 2004 Soul Plane
- 2004 Blade: Trinity
- 2005 Unleashed
- 2005 The Protector
- 2006 Blood of a Champion
- 2007 Afro Samurai
- 2008 Babylon AD
- 2009 Afro Samurai Resurection

### Eksekutiv Producer
- 1993 Enter the Wu-Tang (36 Chambers) af Wu-Tang Clan
- 1994 Tical af Method Man
- 1995 Return to the 36 Chambers: The Dirty Version af Ol' Dirty Bastard
- 1995 Only Built 4 Cuban Linx... af Raekwon
- 1995 Liquid Swords af GZA
- 1996 Ironman af Ghostface Killah
- 1999 Manchild (album) af Shyheim
- 1999 Wu-Syndicate af Wu-Syndicate
- 2003 Birth of a Prince af RZA
- 2004 Bobby Digital Presents Northstar af Northstar
- 2007 Let Freedom Reign af Free Murda
- 2009 Only Built 4 Cuban Linx II af Raekwon